# Mes amis (film)
Pour les articles homonymes, voir Mes amis.
Pour plus de détails, voir Fiche technique et Distribution.
Mes amis est un film français réalisé par Michel Hazanavicius et sorti en 1999. Il s'agit du premier long métrage du réalisateur.

## Synopsis
Éric, producteur d'une sitcom de seconde zone et Fred, l'acteur « vedette » de la série, après une nuit passée avec une call-girl, retrouvent cette dernière morte à la suite d'un jeu érotique ayant mal tourné. Sous le choc, ils décident de ne rien raconter à la police et de tenter de faire disparaitre le corps. Malheureusement, Benoit, le jeune stagiaire souffre-douleur de l'équipe, a enregistré à l'insu de Fred et Éric leur pacte secret. Profitant désormais de sa position de force, il décide de faire chanter les deux hommes tout en devenant progressivement leur complice…

## Fiche technique
- Titre original : Mes amis
- Réalisation : Michel Hazanavicius
- Scénario : Michel Hazanavicius et Jean-François Halin
- Musique : Ludovic Bource et Kamel Ech-Cheik
- Photographie : Laurent Machuel
- Montage : Xavier Loutreuil
- Production : Dominique Farrugia et Olivier Granier
- Pays de production :  France
- Format : couleurs
- Genre : comédie
- Durée : 97 minutes
- Dates de sortie :
  - France : 2 juin 1999
  - Belgique : septembre 1999 (festival international du film francophone de Namur)

## Distribution
- Yvan Attal : Éric Toledano
- Serge Hazanavicius : Fred
- Karin Viard : Lola
- Mathieu Demy : Benoît
- Lionel Abelanski : Christophe
- Thibault de Montalembert : Marc
- Léa Drucker : Gilda
- Élodie Navarre : Isabelle
- Alain Chabat : Étienne
- Nathalie Levy-Lang : Nathalie
- Zinedine Soualem : Areski
- Idit Cebula : Frédérique
- Jean-Marie Winling : Guichard
- Natacha Lindinger : Carla
- Istvan Van Heuverzwyn : l'ingé vision
- Valérie Benguigui : la cadreuse
- Gilles Lellouche : l'assistant
- Jean-Luc Delarue : lui-même
- Michel Field : lui-même
- Nagui : lui-même
- Arthur : lui-même
- Alexandre Devoise : lui-même
- Jean-Pierre Foucault : lui-même
- Philippe Vecchi : lui-même
- Dominique Mézerette : le cadreur mots fléchés
- Alexandra Lamy : une figurante de sitcom (non créditée)

## Production
Après avoir officié sur de nombreux programmes pour Canal+, Michel Hazanavicius souhaite faire un long métrage et présente son idée à Dominique Farrugia : « Je voulais faire une journée sur un plateau de tournage d'émission de TV complètement débile. C’est Dominique qui m’a dit que je devais ajouter un élément pour créer de la tension. C’est lui qui m’a parlé du cadavre. » Michel Hazanavicius écrit alors seul le scénario avant d'être épaulé par Jean-François Halin qui intervient à la fin pour « polir le scénario, revoir les enchaînements, la structure, le mélange des genres, les personnages et les dialogues. » Ils s'inspirent en partie de The Player (1992) de Robert Altman, satire sur Hollywood.

## Accueil
En France, le film obtient une note moyenne de 2,3⁄5 sur le site AlloCiné, qui recense 6 titres de presse.